# Marugán
Marugán település Spanyolországban, Segovia tartományban. Marugán Monterrubio, Villacastín, Muñopedro, Bercial, Sangarcía, Marazoleja, Juarros de Riomoros és Lastras del Pozo községekkel határos. Lakosainak száma 763 fő (2024).

## Népesség
A település népessége az elmúlt években az alábbi módon változott:
| Lakosok száma | 404  | 475  | 579  | 634  | 679  | 624  | 623  | 623  | 730  | 763  |
|               | 2001 | 2004 | 2007 | 2009 | 2011 | 2015 | 2017 | 2019 | 2022 | 2024 |